# James Fei
James Cheng Ting Fei (pinyin: Fèi Zhèngtíng; * 1974 in Taipei, Taiwan) ist ein aus Taiwan stammender, US-amerikanischer Saxophonist und Komponist der zeitgenössischen Musik, Elektronischen Musik und der freien Improvisationsmusik. Er spielt Sopran-, Alt- und Baritonsaxophon und Bassklarinette.

## Leben
James Fei kam 1992 zum Studium des Elektroingenieurswissenschaft in die Vereinigten Staaten und arbeitete daneben als Musiker. Seit 1998 war er an mehreren Projekten von Anthony Braxton beteiligt (Four Compositions, 1998 und Composition, No. 247, 2000) und trat mit ihm auch auf dem North Sea Jazz Festival auf; außerdem arbeitete er mit dem Komponisten Alvin Lucier. 1998 spielte er im Ensemble von Chris Jonas mit Cuong Vu, Kevin Norton und Joe Fiedler (Ensembles Unsynchroniszed). Seit den 1990er Jahren nahm Fei einige Solo-Alben auf den Label Leo Records, CRI, Organized Sound und Improvised Music (Japan) auf. Mit dem Album Bode Sound Project schuf er eine Hommage an einen frühen Pionier der elektronischen Musik, Harald Bode. Weitere Kompositionen von Fei wurden von den Bang on a Can All-Stars, dem Orchestra of the S.E.M. Ensemble und dem Noord-Hollands Philharmonisch Orkest aufgeführt. Neben seinen Kompositionen für Konzertmusik sowie für elektro-akustische Ensembles schuf Fei Klanginstallationen und tritt als Improvisator solo und in kleinen Gruppen auf, wie im James Fei - Charity Chan - Damon Smith Trio Improvisation, aber auch mit Chris Cutler, Anthony Coleman, Christian Wolff John Butcher, Jaap Blonk und Okkyung Lee.
Fei lebt in der San Francisco Bay Area. Seit 2006 ist er als Assistent Professor am Mills College in Kalifornien tätig, wo er elektronische Künste lehrt.

## Diskographische Hinweise
- Solo Works (Leo Lab; 1998)
- Sieves - James Fei und Kato Hideki (Improvised Music, Japan; 1993)
- Alto Quartets (Organized Sound Recordings)
- Studies on the ANS (Krabbesholm)
- Bode Sound Project
- Anthony Braxton: 10 Comp (Lorraine) 2022 (2024).
- Anthony Braxton Saxophone Quartet: Sax QT (Lorraine) 2022 (2024)